# Suncus megalura
Suncus megalura е вид бозайник от семейство Земеровкови (Soricidae). Видът не е застрашен от изчезване.

## Разпространение и местообитание
Разпространен е в Ангола, Гана, Гвинея, Демократична република Конго, Етиопия, Замбия, Зимбабве, Камерун, Кот д'Ивоар, Либерия, Малави, Мозамбик, Нигерия, Сиера Леоне, Того, Уганда и Централноафриканска република.
Обитава гористи местности, савани, крайбрежия и плажове в райони с тропически и субтропичен климат, при средна месечна температура около 23,2 градуса.

## Описание
Теглото им е около 5,4 g.